# Cie. toula limnaios

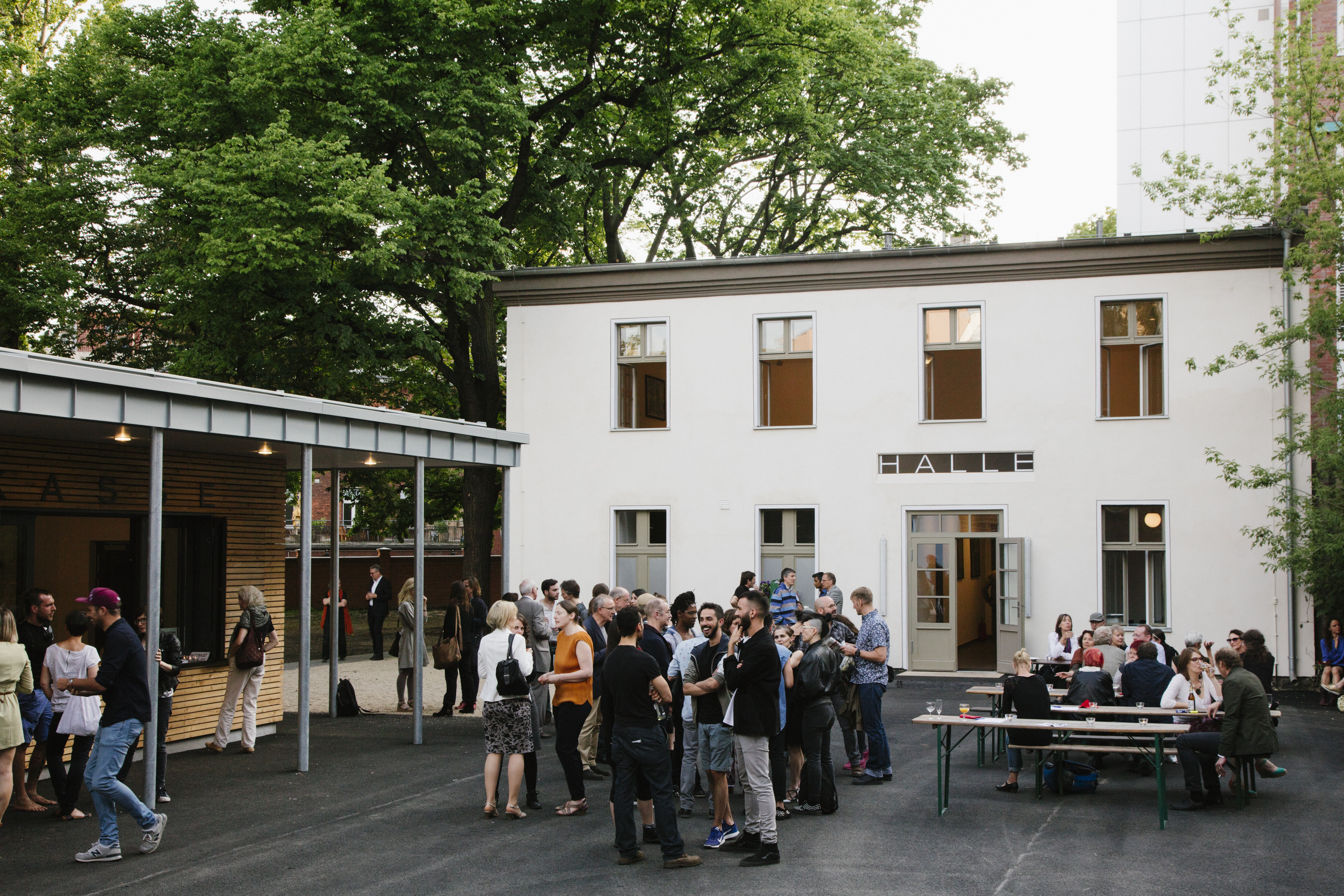
HALLE Tanzbühne Berlin in der Eberswalder Str. 10.

Die cie. toula limnaios ist eine zeitgenössische Tanzkompagnie, die 1996 von der Choreographin Toula Limnaios und dem Komponisten Ralf R. Ollertz in Brüssel gegründet wurde und seit 1997 in Berlin ansässig ist.

## Porträt
Die cie. toula limnaios ist ein Ensemble für zeitgenössischen Tanz und wurde 1996 von der Choreographin und Interpretin Toula Limnaios und dem Komponisten Ralf R. Ollertz in Brüssel gegründet. 1997 verlegten sie ihren Hauptsitz nach Berlin, wo sie 2003 ihre eigene Spielstätte HALLE Tanzbühne Berlin eröffneten, die sich zu einem international vernetzten Theater und Produktionshaus etablierte.
Für die Jahre 2008–2010 zeichnete sie der Fonds Darstellende Künste mit einer Konzeptionsförderung für »Spitzenensembles des Freien Theaters und Tanzes« aus. Bereits 2001 wurde sie mit dem Preis des »meeting neuer tanz« ausgezeichnet, bevor ihre Beckett-Trilogie 2004 unter dem Titel »atemzug« als Fernsehfilm für zdf/arte produziert wurde. 2012 erhielt sie den »George Tabori Preis«. Die cie. toula limnaios wird institutionell gefördert durch das Land Berlin, Senatsverwaltung für Kultur und Gesellschaftlichen Zusammenhalt (ehemals Senatsverwaltung für Kultur und Europa).
2016 entstand in Zusammenarbeit mit Giacomo Corvaia der Tanzfilm we are made.
»inmitten« ist ein visuelles Tagebuch in 12 Episoden, in dem der Filmmacher Bernd Sahling die Compagnie im Laufe des Jahres 2021, also mitten in der Corona-Zeit, begleitete und dem Publikum einen intimen Blick hinter die Kulissen gewährte.
Anlässlich des 25-jährigen Bestehens der Kompanie ist im Dezember 2022 ein umfassender Bildband mit über 280 Abbildungen erschienen. Mit Textbeiträgen u. a. von Renate Breitig, Dieter Buroch, Léa Chalmont, Volkmar Draeger, Reinhild Hoffmann, Christa Juretzka, Maxim Leo, Susanne Linke und Frank Schmid.
Die cie. toula limnaios präsentiert mit ihrem Ensemble 60–70 Vorstellungen pro Jahr und arbeitet mit 18 fest angestellten Mitarbeitern, die von zahlreichen temporär mit ihr arbeitenden Künstlern unterstützt werden. Neben ihrer künstlerischen Arbeit setzt die Compagnie sich für innovative Arbeitsstrukturen und für die Verbreitung, Verankerung und Vermittlung von Tanz in unserer Gesellschaft ein. Tourneen und Gastspiele führten sie seit ihrer Gründung nach Belgien, Brasilien, Dänemark, Frankreich, Finnland, Griechenland, Irland, Italien, Litauen, Lettland, Österreich, Polen, Schweiz, Senegal, Spanien, Zypern und Venezuela.
Mit flexiblen, schlanken, aber höchst effektiven Strukturen und in Koproduktion mit internationalen Partnern, leistet die cie. toula limnaios kontinuierliche, qualitativ hohe Ensemblearbeit und gehört damit heute zu einem der erfolgreichsten Ensembles für zeitgenössischen Tanz. Als Kulturbotschafter des Goethe Instituts und des Auswärtigen Amts präsentiert das Ensemble sein Repertoire außerdem auf internationalen Bühnen in Europa und weltweit. Die cie. toula limnaios zeigt Tanz, der sich wach, kritisch und mutig um die Menschen bemüht, ihre Arbeiten sind von und für Menschen gemacht.

## Arbeitsstruktur
Die cie. toula limnaios ist kein temporär, projektbezogen arbeitendes Ensemble, sondern folgt der immanenten Notwendigkeit, mit festangestellten Mitarbeitern, langfristig geplanten Produktionen, über das ganze Jahr zu regelmäßigen Arbeitszeiten und mit einer eigenen Bühne mit ganzjährigen Spielplänen zu produzieren, was Bedingung für ihre künstlerischen Erfolge und ihren Fortbestand ist. Ihre formale Entwicklung ist von ein bis zwei Neuproduktionen pro Jahr gekennzeichnet, die sich seit 2006 durch eine Gegenüberstellung einer polyphonen Gruppenproduktion und eines intimen Kammerstückes bzw. einer experimentellen Arbeit, mit der neue Wege beschritten werden, auszeichnet. Neben Sasha Waltz ist sie die einzige Berliner Kompagnie, der es dank der Festanstellung ihrer Tänzer möglich ist, regelmäßige Wiederaufnahmen ihrer Arbeiten zu präsentieren.

## HALLE Tanzbühne Berlin
Die HALLE Tanzbühne Berlin ist Produktionsort und Spielstätte der cie. toula limnaios und ihrer Gäste im Berliner Ortsteil Prenzlauer Berg. 2000 gründeten Toula Limnaios und Ralf R. Ollertz in dem unter Denkmalschutz stehenden Gebäude ihr Probenhaus, das seitdem auch zahlreichen anderen Künstlern als Arbeitsort dient. Seit 2003 ist die HALLE ein eigenfinanziertes Theater, das sich auch international zu einer ersten Adresse für zeitgenössischen Tanz etablierte. Die HALLE war von 2008 bis 2012 Partner des Festivals Tanz im August und koproduzierte mit dem Künstlerhaus Mousonturm Frankfurt/M., dem Musiktheater Baltoppen, dem internationalen Tanzfestival Athen und den Bregenzer Festspielen. Das 1870 erbaute architektonische Kleinod wurde 2016 technisch und infrastrukturell modernisiert*

## Auszeichnungen
2001 »meeting neuer tanz«
2012 »george tabori preis«

## Bildband
- Toula Limnaios & Ralf R. Ollertz (Hrsg.): cie. toula limnaios. Verlag Kettler, Dortmund 2022, ISBN 978-3-98741-021-5